# 香川県道21号丸亀詫間豊浜線
香川県道21号丸亀詫間豊浜線（かがわけんどう21ごう まるがめたくまとよはません）は、香川県丸亀市から観音寺市に至る県道（主要地方道）である。

## 概要
香川県道のうちで最長、また、県内で最初の洞門がある。

### 路線データ
- 総延長：49.969 km[1]
- 重用延長：0.324 km
- 実延長：49.645 km（うち、現道36.658 km）
- 起点：丸亀市土器町西（西村交差点、国道11号交点、香川県道46号長尾丸亀線終点）
- 終点：観音寺市豊浜町姫浜（国道11号交点）

### 起点から詫間まで

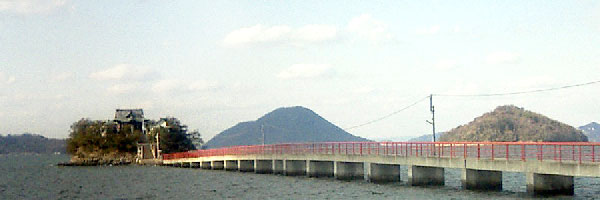
津嶋神社

丸亀市街をやや東に外れた土器町が起点である。そこから北へ向かって土居町交差点から4車線となり西へと向かう。丸亀市街を折れ曲がりながらすすみ天満町二丁目交差点よりJR四国予讃線を跨線橋（塩屋天神陸橋）でまたぎ、さぬき浜街道と合流する。
宮ノ前交差点（仲多度郡多度津町）から片側に歩道のある2車線の道が続くが、同町海岸寺奥院付近より歩道がなくなり、2車線はあるものの崖とJR四国予讃線あるいは海に挟まれた狭い区間となり、予讃線乗り越しの前後は急なクランクカーブとなっていたが、2022年（令和4年）3月21日に多度津町西白方（宮ノ前交差点）から同町見立までの2.4 kmの区間にバイパスが暫定2車線で開通した。見立から津嶋神社を越え三豊市詫間駅付近まではバイパスが4車線供用されている。

### 詫間から終点まで
詫間から終点までは度重なるバイパス工事により右左折の多いルートとなっている。
詫間駅付近では、バイパスと旧道（以下、別線A）、連絡路（以下、別線B）が複雑に存在している。バイパスは詫間駅の前から西に折れ詫間大橋を渡り、さぬき浜街道と別れ高瀬川沿いを少し上流方向へ進み的場橋の西端で別線Aに合流する。
別線Aは予讃線を挟んで東側の山沿いをバイパスに並走し、三豊市詫間町松崎で西に折れたあと、コンクリートアーチ橋の的場橋を渡ってバイパスと合流する。
的場橋から西に進み、紫雲出山へと向かう市道とY字形に分岐すると、ここから加嶺峠への上り坂が始まる。この峠の頂上で三豊市仁尾町にはいる。かつては加嶺隧道を経由したが、曲線改良でトンネルのない切取区間の道に付け替えられた。峠越えが終わると旧仁尾町の中心部に入るが、仁尾小学校西から仁尾郵便局前（中新橋）までの区間は道幅が急に狭くなる。
仁尾郵便局前で南に曲がると、さぬき浜街道と合流し海沿いの景色のよい区間となる。仁尾町仁尾天王から観音寺市室本町大横までの大滝洞門を含む4.5 kmの区間は、大雨または高波の際に通行規制がかけられる。
観音寺市の室本町で旧道とY字型に分岐し丸山神社の東側を経由する。高屋町で右に折れ、財田川にぶつかり右岸を進むと3連の白いアーチを持つ三架橋が見えてくる。
三架橋をわたり観音寺市街にはいり、港の方へと右折し港の手前で南へと曲がる。ここからはバイパス区間であり終点まで歩道が整備されている。

## 歴史
- 昭和末期 - 観音寺市の昭和橋（一ノ谷川）、跨線橋（予讃線）、黒渕新橋（柞田川）の完成により七間橋交差点 - 柞田町交差点が、七間橋（一ノ谷川）、黒渕橋（柞田川）経由から変更になる。
- 20世紀末 - 大滝洞門完成
- 1993年（平成5年）5月11日 - 建設省から、県道丸亀詫間豊浜線が丸亀詫間豊浜線として主要地方道に指定される[3]。
- 2003年（平成15年）10月28日 - 三野・詫間工区の一部区間（予讃線立体交差 - JR詫間駅）が暫定2車線で開通する[4]。
- 2004年（平成16年） - 台風により大滝洞門北側が崩壊する。
- 2007年（平成19年） - 観音寺市柞田町から観音寺市豊浜町姫浜までのバイパスが開通する[5]。開通と前後して、観音寺市観音寺町の三架橋交差点 - 同市柞田町の柞田町交差点が香川県道・徳島県道8号観音寺佐野線に、柞田町交差点 - 一の宮北交差点が市道に変更になる。
- 2011年（平成23年）8月29日 - 観音寺市高屋町 - 観音寺市八幡町のバイパスが開通する[6]。開通後、バイパス前後の香川県道236号室本流岡線の室本町三叉路交差点 - 高屋町のバイパス分岐と香川県道270号丸亀琴平観音寺自転車道線の染川霊園 - 八幡（三架橋北詰）交差点の区間が当県道に編入され、室本町三叉路交差点 - 八幡（三架橋北詰）交差点が市道に変更になる。
- 2012年（平成24年）3月27日 - 三野・詫間工区の一部区間が完成4車線化される[7]。
- 2022年（令和4年）3月21日 - 仲多度郡多度津町西白方（宮ノ前交差点）から同町見立までの2.4 kmの区間にバイパスが暫定2車線で開通する[2]。

## 路線状況

### 名称・愛称
- さぬき浜街道
- 仁尾街道
- 三架橋通り
- はれはれ通り

### 重複区間
本線
- 香川県道33号高松善通寺線（丸亀市大手町・六番町交差点 - 丸亀市塩飽町・塩飽町交差点）
- 香川県道215号多度津港線（仲多度郡多度津町東浜 地内）
- 香川県道244号先林姫浜線（観音寺市・一の宮北交差点 - 須賀交差点）

### 道路施設

#### 橋梁
本線
- 清水橋（清水川・丸亀市土居町一丁目）
- 幸橋（津森川・丸亀市幸町二丁目）
- 新天満橋（西汐入川・丸亀市今津町）
- 中津大橋（金倉川・丸亀市中津町）
- 海岸寺橋（弘田川・多度津町西白方）
- 津島大橋（JR四国予讃線・三豊市三野町大見）
- 詫間大橋（高瀬川・三豊市詫間町松崎）
- 仁尾大橋（江尻川・三豊市仁尾町仁尾）
- 有明橋（苧扱川・観音寺市室本町）
- 三架橋（財田川・観音寺市八幡町一丁目）
- 港橋（一ノ谷川・観音寺市観音寺町）
- 新開橋（柞田川・観音寺市柞田町）
- 山田橋（山田川・観音寺市柞田町）
- 新花稲橋（唐井出川・観音寺市大野原町花稲）

計52橋梁1,825 m

#### 洞門
- 大滝洞門（三豊市 - 観音寺市）147 m
  - 2004年の台風被害によって三豊市側出口の道路の半分が崩壊した。

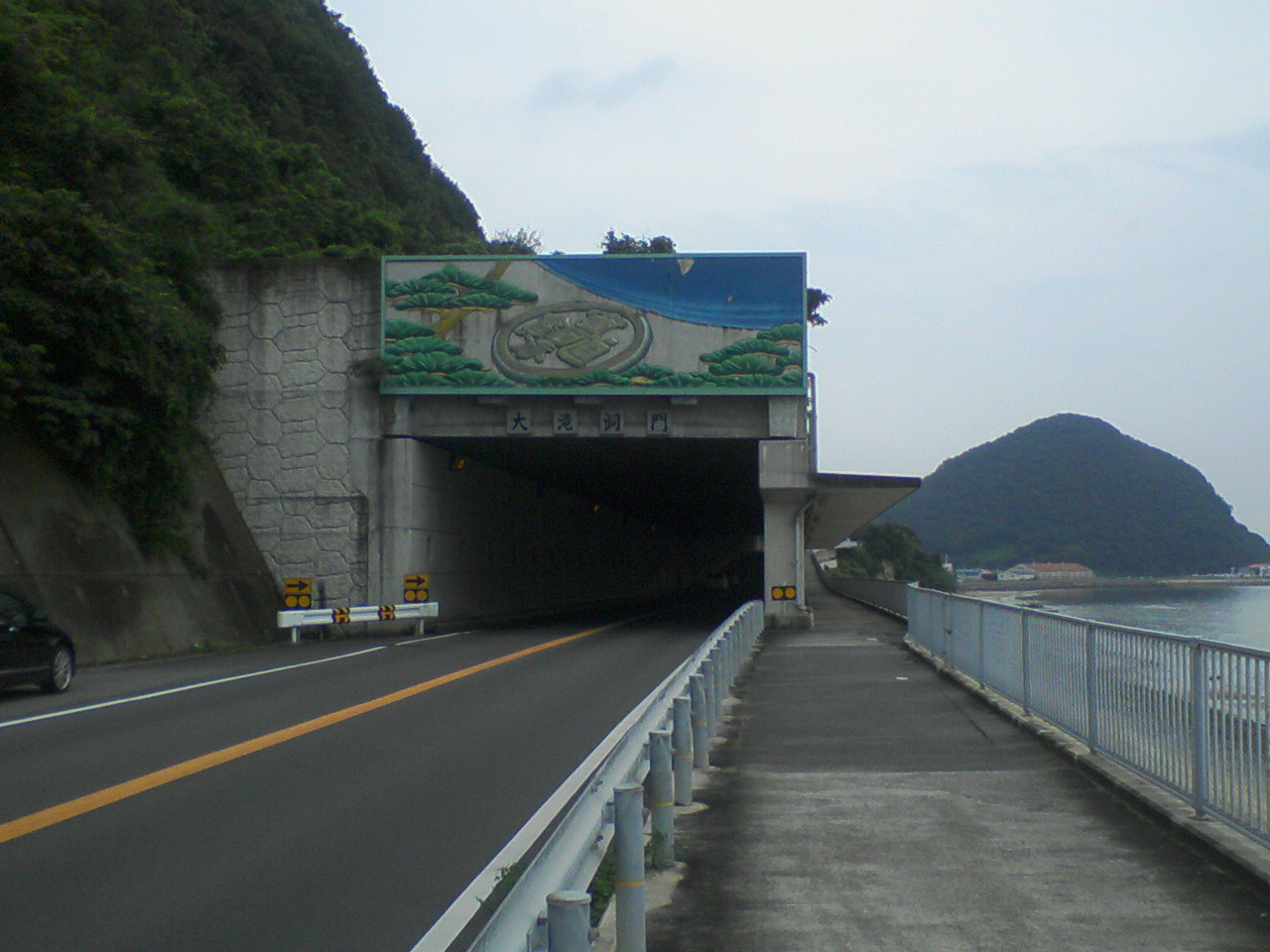
三豊側出入口
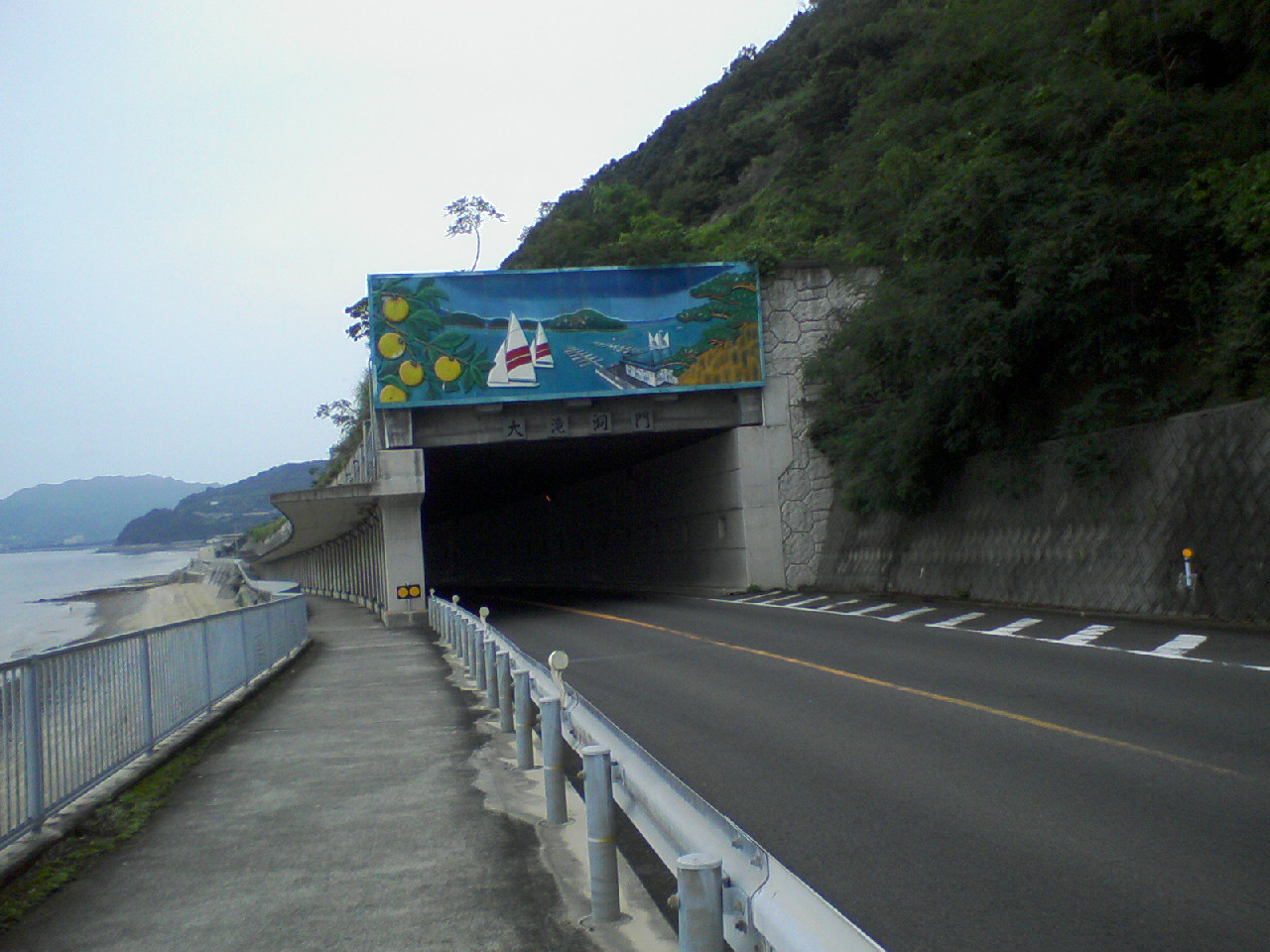
観音寺側出入口

#### 道の駅
- ことひき（香川県観音寺市）

## 地理

### 通過する自治体
- 丸亀市
- 仲多度郡多度津町
- 三豊市
- 観音寺市

### 交差する道路
本線
- 国道11号（国道319号重複）・香川県道46号長尾丸亀線（香川県丸亀市土器町西・西村交差点）
- 香川県道195号岡田丸亀線（香川県丸亀市土器町西・土器町交差点）
- 香川県道33号高松善通寺線（香川県丸亀市大手町・六番町交差点）
- 香川県道33号高松善通寺線・香川県道204号丸亀停車場線（香川県丸亀市塩飽町・塩飽町交差点）
- 香川県道193号川津丸亀線（香川県丸亀市塩屋町）
- 香川県道215号多度津港線（香川県仲多度郡多度津町東浜）
- 香川県道215号多度津港線（香川県仲多度郡多度津町東浜）
- 香川県道217号西白方善通寺線（香川県仲多度郡多度津町西白方）
- 香川県道205号多度津丸亀線（香川県仲多度郡多度津町見立）
- 香川県道221号宮尾高瀬線（香川県三豊市三野町大見東久保谷・久保谷交差点）
- 香川県道21号丸亀詫間豊浜線別線A（香川県三豊市三野町大見）
- 香川県道21号丸亀詫間豊浜線別線B・香川県道223号詫間停車場線（香川県三豊市詫間町松崎浜・JR詫間駅西交差点）
- 香川県道231号詫間仁尾線（香川県三豊市詫間町詫間）
- 香川県道21号丸亀詫間豊浜線別線A・香川県道23号詫間琴平線（香川県三豊市詫間町詫間・新的場交差点）
- 香川県道231号詫間仁尾線（香川県三豊市仁尾町仁尾丁）
- 香川県道220号大見吉津仁尾線（香川県三豊市仁尾町仁尾丁）
- 香川県道271号豊中仁尾線（香川県三豊市仁尾町仁尾丁）
- 香川県道235号室本港線（香川県観音寺市室本町・室本三叉路交差点）
- 香川県道236号室本流岡線（香川県観音寺市高屋町）
- 香川県道270号丸亀琴平観音寺自転車道線（香川県観音寺市）
- 香川県道5号観音寺池田線（香川県観音寺市観音寺町・大和交差点）
- 香川県道8号観音寺佐野線・香川県道49号観音寺善通寺線（香川県観音寺市観音寺町・三架橋交差点）
- 香川県道238号観音寺港線（香川県観音寺市西本町・港橋北交差点）
- 香川県道239号観音寺港観音寺停車場線（香川県観音寺市南町）
- 国道11号（香川県観音寺市豊浜町姫浜、終点）

別線A（旧道）
- 香川県道21号丸亀詫間豊浜線本線（香川県三豊市）
- 香川県道48号善通寺詫間線（香川県三豊市・松崎交差点
- 香川県道227号汐木洲崎詫間線（香川県三豊市・松崎交差点
- 香川県道223号詫間停車場線（香川県三豊市・松崎交差点
- 香川県道21号丸亀詫間豊浜線別線B（香川県三豊市・松崎交差点
- 香川県道23号詫間琴平線（香川県三豊市・新的場交差点
- 香川県道21号丸亀詫間豊浜線本線（香川県三豊市・新的場交差点

別線B
- 香川県道21号丸亀詫間豊浜線本線（香川県三豊市・JR詫間駅西交差点
- 香川県道223号詫間停車場線（香川県三豊市・JR詫間駅西交差点
- 香川県道21号丸亀詫間豊浜線別線A（香川県三豊市・松崎交差点

### 峠
- 加嶺峠（三豊市詫間町詫間 - 三豊市仁尾町仁尾）